# Ryn Reszelski
Ryn Reszelski (deutsch Schellen) ist ein Ort in der polnischen Woiwodschaft Ermland-Masuren. Er gehört zur Gmina Kolno (Landgemeinde Groß Köllen) im Powiat Olsztyński (Kreis Allenstein).

## Geographische Lage
Ryn Reszelski liegt am Flüsschen Rhein (polnisch Ryn) in der nördlichen Mitte der Woiwodschaft Ermland-Masuren, zehn Kilometer südwestlich der ehemaligen Kreisstadt Rößel (polnisch Reszel) bzw. 44 Kilometer nordöstlich der heutigen Kreismetropole Olsztyn (deutsch Allenstein).

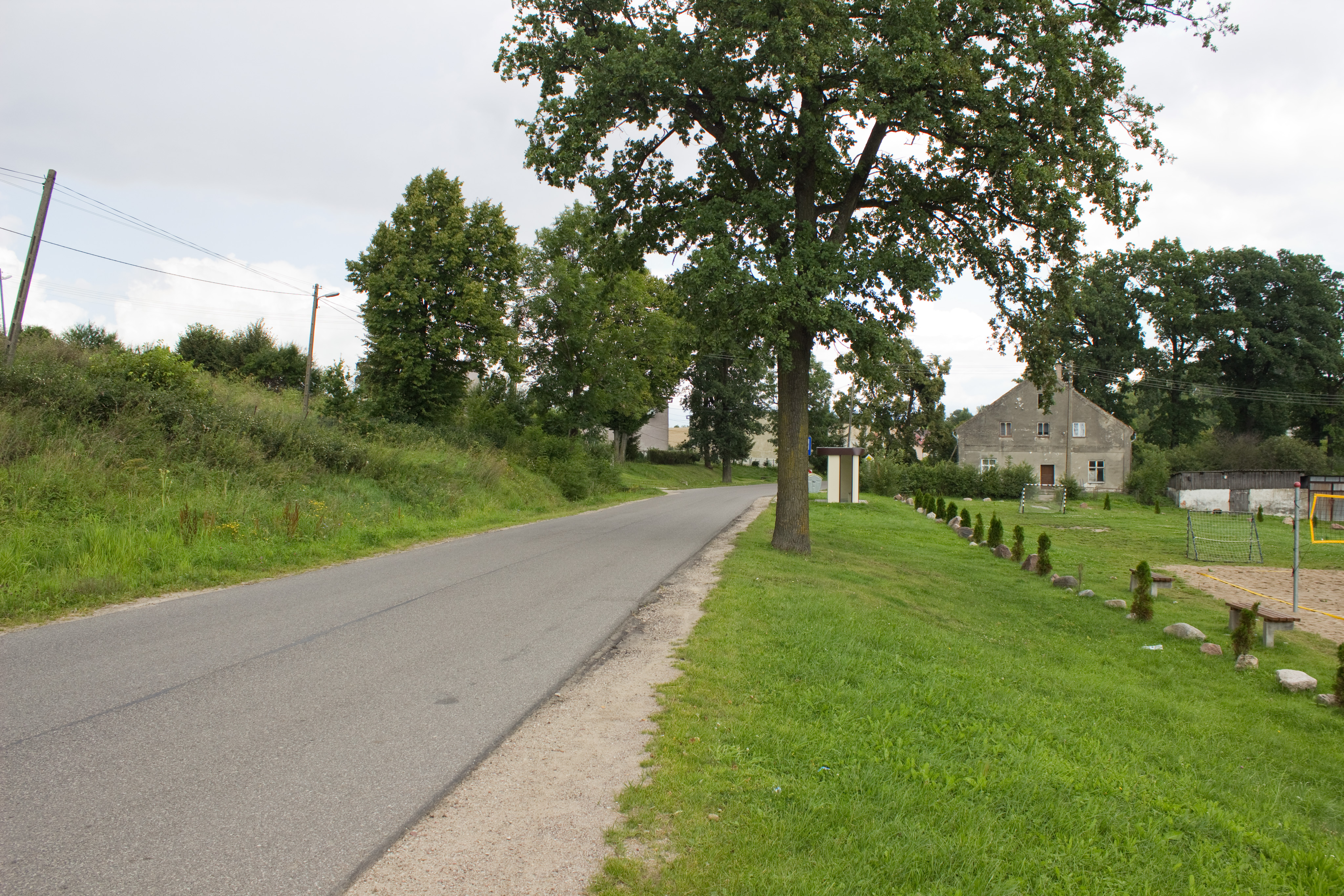
Dorfstraße in Ryn Reszelski

## Geschichte
Der seinerzeit Ryn genannte kleine Ort wurde 1339 gegründet: am 15. Juni 1339 nämlich übergaben Dompropst Johannes und Landvogt Heinrich von Luter dem Prußen Schelden am Flüsschen Rhein Land zur Gründung des Dorfes Ryn. Am 6. Juli 1361 bestätigte Bischof Johann II. Stryprock die Handfeste von 1339.
Im Jahre 1785 wurde Schellen als „königliches Dorf“ mit Kirche (einer Filialkirche von Glockstein) und 51 Feuerstellen erwähnt, 1820 mit 41 Feuerstellen bei 292 Einwohnern.
Als man im Jahre 1874 den Amtsbezirk Glockstein im ostpreußischen Kreis Rößel bildete, wurde Schellen eingegliedert.
Im Jahre 1885 hatte Schellen 452 Einwohner, und im Jahre 1910 waren es 421. Im Jahre 1928 wurde das Gut Rosenorth (polnisch Koprzywnik, nicht mehr existent) nach Schellen eingemeindet, was aber auf die Zahl der Einwohner wenig Einfluss hatte: 1933 waren in Schellen 384 und 1939 dann 415 Einwohner gemeldet.
In Kriegsfolge kam das gesamte südliche Ostpreußen 1945 zu Polen. Schellen erhielt die polnische Namensform „Ryn Reszelski“ und ist heute eine Ortschaft im Verbund der Landgemeinde Kolno (Groß Köllen) im Powiat Olsztyński (Kreis Allenstein), zwischen 1975 und 1998 der Woiwodschaft Olsztyn, seither der Woiwodschaft Ermland-Masuren zugehörig. Im Jahre 2021 zählte das Dorf 144 Einwohner.

## Kirche

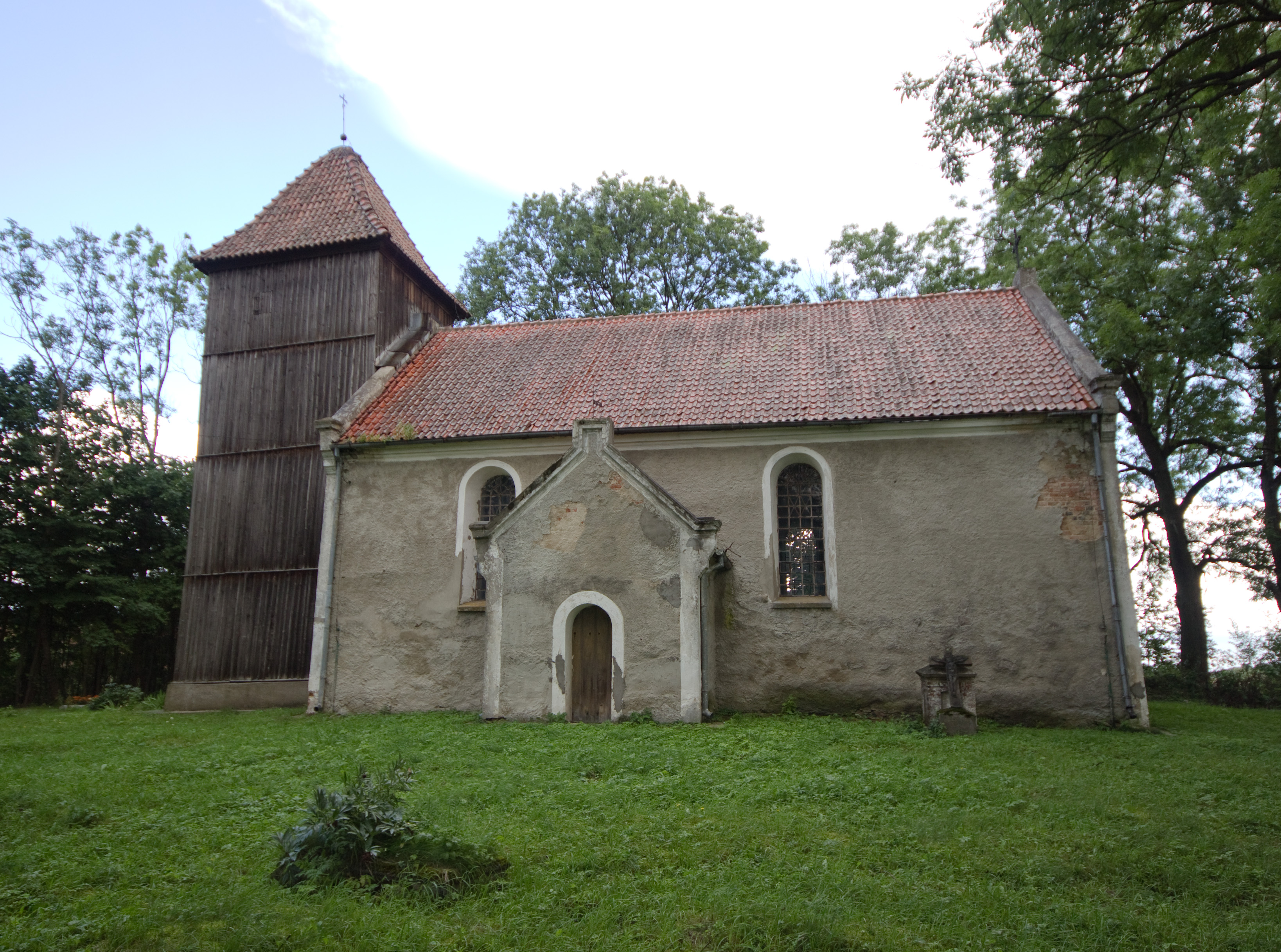
Die Dorfkirche in Ryn Reszelski

### Römisch-katholisch
Ryn resp. Schellen war ein altes Kirchdorf. Davon zeugt auch heute noch die alte Dorfkirche, die 1493 von Bischof Jacobus von Plock geweiht wurde. Das römisch-katholische Gotteshaus ist Mariä Geburt gewidmet, wohl erst seit 1921 ist es eine Pfarrkirche, deren Pfarrei heute zum Dekanat Biskupiec Reszelki (Bischofsburg) im Erzbistum Ermland zugeordnet ist.

### Evangelisch
Bis 1945 war Schellen in die evangelische Kirche Bischofstein in der Kirchenprovinz Ostpreußen der Kirche der Altpreußischen Union eingepfarrt. Heute gehört Ryn Reszelski zur Kirche in Bartoszyce (Bartenstein), einer Filialkirche von Kętrzyn (Rastenburg) in der Diözese Masuren der Evangelisch-Augsburgischen Kirche in Polen.

## Verkehr
Ryn Reszelski liegt verkehrsgünstig an der vielbefahrenen Woiwodschaftsstraße 593, die die Städte Reszel (Rößel), Bisztynek (Bischofstein), Dobre Miasto (Guttstadt) und Miłakowo (Liebstadt) miteinander verbindet. Diese Straße wird in Ryn Reszelski von der Nord-Süd-Nebenstraße Sątopy (Santoppen)–Kolno (Groß Köllen)–Bęsia (Bansen) gekreuzt.
Eine Bahnanbindung besteht für Ryn Reszelski nicht.